# Euantennaria novae-zelandiae
Euantennaria novae-zelandiae är en svampart som beskrevs av S. Hughes 1974. Euantennaria novae-zelandiae ingår i släktet Euantennaria och familjen Euantennariaceae.   Inga underarter finns listade i Catalogue of Life.